# رودريغو سيليست
رودريغو سيليست هو لاعب كرة قدم برازيلي، ولد في 30 يونيو 1990 في ساو جوزيه دوس كامبوس في البرازيل. لعب مع نادي إيتوانو.

## وصلات خارجية
- رودريغو سيليست على موقع قاعدة بيانات كرة القدم.إي يو (الإنجليزية)
- رودريغو سيليست على موقع Soccerway.com (الإنجليزية)